# Kalošević (Republika Serbska)
Kalošević (cyr. Калошевић) – wieś w Bośni i Hercegowinie, w Republice Serbskiej, w gminie Teslić. W 2013 roku liczyła 24 mieszkańców.